# Szántó Nikolett
Szántó Nikolett (Budapest, 1980. április 12. –)[forrás?] magyar autóversenyző,  driftben valamint gymkhanában áll rajthoz a DriftGarage színeiben. Az idehaza és külföldön egyaránt elismert versenyző hölgy a 2011-es évadban első nőként nyerte meg a Hell Drift Bajnokság máriapócsi éjszakai viadalát. Ezt az eredménysort tovább bővítette azzal, hogy Tökölön megnyerte az MDSZ bajnokság 5. fordulóját is. Mindezt BMW Z4–es versenyautója segítségével.
Mindemellett a 2011-ben útjára indult Gymkhana Bajnokságban is részt vett egy BMW E30-assal, és az év végén a dobogó 3. fokára állhatott, akárcsak a Hell Drift Bajnokság Night Series-ben.
A drift a határon való autózás művészete. A sodródás, a sebesség, és izgalom egyedülálló keveréke.  A drift lényege, hogy az autó nem mehet egyenesen, miközben egy másik autóval együtt haladva tökéletesen uralni és irányítani kell. „Néhány éve ismerhettem meg ezt a sportot, amely azonnal magával ragadott. Mikor először kiértem a pályára, a forró aszfalton sodródó autók hangját hallottam, az égő gumik illatát éreztem, és tudtam, hogy megérkeztem. Számomra a drift itt kezdődött, és azóta is minden versenyen ezzel az érzéssel kezdődik.”[forrás?]

## Pályafutása

### 2006
A Magyarországon 2006-ban induló új sportág, a drift születésénél Szántó Nikolett is jelen volt, és a kezdeti szemlélődés után aktív versenyzőként is kipróbálta magát egy utcai E36-os BMW volánja mögött. Mivel a versenyzés érzése magával ragadta, a következő szezonra elkészült a saját versenyautója.

### 2007
2007-ben Szántó Nikolett a DRSE színeiben indult az MDSZ által szervezett Drift Bajnokság futamain. Az évad első versenyén a 29. helyen kvalifikált és a későbbi győztessel Schweizer Dániellel került párba.  A második versenyen a 28.-ként jutott tovább - ezen a máriapócsi viadalon Póra Norberttel harcolt a továbbjutásért. Az idény utolsó versenyén a 12. helyet szerezte meg, mellyel teljesült az év kitűzött célja, hiszen bekerült a Top 16-ba.
A 2007. évi szezont Szántó Nikolett 1 bajnoki ponttal a 26. helyen zárta.
Versenyautója egy BMW E30-as volt mely egy E36 M3-as motorját kapta meg amellett, hogy a szükséges biztonsági felszerelésekkel és versenyfutóművel lett ellátva.

### 2008
A 2008-as évben a Drift OB már 5 futamból állt, ezek mellett még a KOE (King of Europe) Európa Bajnoki futamain is részt vett a DRSE színeiben. Ebben az évben Szántó Nikolett 4 bajnoki ponttal a 19. helyen fejezte a magyar Drift Bajnokságot. Emellett a KOE Drift Európa Bajnokságon az előkelő 10. pozíciót érte el 200 ponttal. Autója az M3 motorral felszerelt E30 volt.

### 2009
Ebben az idényben a SixteenPro Drift SE színeiben versenyzett.
A csapat a 2009-es szezonban a magyar bajnokság mellett a King of Europe (KOE) sorozatra is fókuszált. Az MDSZ Bajnokság ötfutamos szériája Tökölön kezdődött májusban, ahol a 18. helyet szerezte meg. A júliusi máriapócsi futamot pedig a 7. helyen zárta. Ezután Kakucs következett a 9. pozícióval, majd ismét Máriapócs a sorozatban elért legjobb eredményével, hisz csak egy hajszállal maradt le a dobogóról és végzett a 4. helyen. Ezekkel a helyezésekkel a bajnokságban 18 pontot szerzett, és a rangsor 9. fokán fejezte be az évadot.
A KOE első fordulójára Kragujevácban került sor, ahol is az 5. helyen kvalifikált, és a Top 8-ban a későbbi harmadiktól kapott ki több visszahívás után. Aztán következett a magyar futam Kakucson, itt ismét a Top 8-ig jutott, ahol szoros küzdelemben a későbbi győztestől kapott ki. Nem sokkal ezután Alcanizban az év legeredményesebb futama zajlott le, hisz a kvalifikáció 1. helye után kemény csatákban a dobogó 3. fokára állhatott fel a hölgy. Újra Magyarország következett, azon belül Máriapócs. A jól ismert pályán Szántó Nikolett már a Top 16-ban a későbbi győztessel kellett, hogy megküzdjön, és csak két ponttal maradt alul. A romániai Clujban a hatodik kvalifikáció után a Top 8-ban Dunev csak egy ponttal tudta legyőzni több visszahívás után. A záró futamon Seresben a pálya nem kedvezett az E30-as adottságainak, így nem sikerült bejutni a Top 16-ba.
Az éves teljesítmény a sorozat 5. helyét hozta. Az év utolsó futama bebizonyította hogy ideje autót váltani a további eredményes versenyzéshez, új autója egy Z4-es BMW lett.

### 2010
Szántó Nikolett az új autó mellett új egyesület, a DriftGarage égisze alatt folytatta a karrierjét. A 2010-es év az új autó tesztelésével telt, így komplett bajnokságokon nem tervezett részt venni, hiszen a fő cél az volt, hogy az autó minél többet fusson és stabillá váljon. Az év folyamán nagyon sok technikai probléma adódott, melyet meg kellett oldani, de ezeket kiküszöbölve egyre versenyképesebb lett az autó, amely sokkal agresszívabb és keményebb stílust igényelt, mint korábban az E30-as.
A KOE futamaiból kettő került be a naptárba, a kragujevaci és a máriapócsi forduló. Ez a két futam arra volt elég hogy 90 ponttal a 40. helyen végezzen. Ebben az évben szerezte a csapat az első tapasztalatait a gymkhanával kapcsolatban. Szántó Nikolett meghívást kapott  a németországi Bautzenbe, az első európai gymkhanaversenyre. Az első edzésen már technikai problémát kellett orvosolni, de utána minden a legnagyobb rendben volt és precíz, pontos autózással a párásodás ellenére is a 3. helyet sikerült megszerezni ebben az új sportágban. Ennek köszönhetően Szántó Nikolett lett az első magyar gymkhanuta.
A magyar bajnokságban az első futamon a 16. helyen debütált a Z4-es. A 3. futamon a 12. kvalifikációs hely után a Top 8-ban ért véget a küzdelem számára. A 4. futamon a 17. helyen kvalifikáltak. A záró forduló első párbajában a későbbi nyertes búcsúztatta a futamtól.
Így tehát a Z4 első évében 12 pontot szerzett Szántó vezénylésével és a bajnokság 24. helyén debütált. Ebben az évben az eszéki  futamon egy kis hajnali hűtőcsere és probléma áthidalás után a 4. helyet gyűjtötték be. Ezek az eredmények és a folyamatos fejlődés reménnyel töltötte el a csapatot a 2011-es évaddal kapcsolatban.

### 2011
2011-ben az autó is és az egyesület is változatlan maradt. Szántó Nikolett a Z4-gyel a Driftgarage színeiben állt rajthoz az idényben. A Drift mellett már a gymkhanabajnokság is bekerült a versenynaptárba.  A Driftnél pedig a DriftGp rendezvényei élveztek prioritást, de amikor lehetővé vált, akkor az MDSZ futamaira is ellátogatott a csapat.
Az évad egyetlen magyarországi KOE futama Máriapócson volt, ahol Szántó Nikolett a 23. kvalifikációs helyet szerezte meg. Az itt elért eredménnyel 40 pontot zsebelt be és a 97. helyen zárta az évet.
2011-ben a DriftGp kiírta az éjszakai bajnokságot is, mely három fordulós volt, míg a hagyományos bajnokság öt futást foglalt magában. Az évad első futamán a 14. helyet sikerült megszerezni a tököli kockán. Majd jött Máriapócs májusban, ahol a 8. pozícióban zárult a futam. A tököli 3. futam egyben a Night Series első futama is volt ahol a 12. helyig volt elég az energia.
Ezután következett Máriapócson a Night Series 2. futama, s a másik bajnokság 4. futama. Ez volt az a futam, ahol Szántó Nikolett sporttörténelmet írt. Végig keményen küzdött és nívósabbnál nívósabb ellenfeleket legyőzve jutott el a megérdemelt futamgyőzelemig. A pilóta és az autó is helytállt, és megkapta méltó jutalmát.
Az utolsó bajnoki futamon a 14. hely, és így 61 pont megszerzésével sikerült bebiztosítani az éves 5. helyezést. Az utolsó éjszakai verseny, a kakucsi viadalon a 13. helyen végezve biztossá vált a Night Series 3. helye a 2011-es évben 49 ponttal.
A Gymkhana Bajnokság három futamból állt. Az első versenyre a Hungexpon került sor, ahol a Z4 került bevetésre és az 5. helyre segítette a pilótáját. A 2. futamtól Szántó Nikolett már az újjáépített E30-cal vett részt a versenyeken, mivel ennek az autónak a karakterisztikája sokkal jobban idomodik a gymkhana stílusához. A 2. kecskeméti versenyen a 4. helyen végzett a pilóta, míg az utolsó tököli versenyen – mely a drifttel együtt lett megrendezve – Szántó Nikolett a dobogó 3. fokára állhatott fel. Ezekkel az eredményekkel az év végén is a 3. helyet szerezte meg ebben az új sportágban.
Az MDSZ bajnokságának 3. futamát a 14. helyen fejezte be a csapat, majd sikerült ellátogatni az évad utolsó futamára Tökölre, ahol a 16. helyről indulva lépésről lépésre küzdötte fel magát ismét a dobogó legmagasabb fokára. Ezzel ő lett az első nő, aki kétszeres drift futamgyőzelmet tudhat magáénak –  ráadásul egy évadon belül két különböző bajnokságon ért el sikert. Ezzel a győzelemmel ebben a bajnokságban a 13. helyre küzdötte fel magát 27 ponttal.

## Autóversenyzői pályafutásának eredményei

### Karrier-összefoglaló
| Szezon | Széria                                            | Csapat                     | Rajtszám | Futamok száma | Győzelmek | Pontszám | Helyezés |
| 2007   | MDSZ Drift OB                                     | DRSE                       | 36       | 3             | 0         | 1        | 26       |
| 2008   | MDSZ Drift OB                                     | DRSE                       | 36       | 5             | 0         | 4        | 19       |
| 2008   | King of Europe Drift EB                           | DRSE                       | 36       | 9             | 0         | 200      | 10       |
| 2009   | MDSZ Drift OB                                     | SixteenPro Drift SE        | 36       | 5             | 0         | 9        | 18       |
| 2009   | King of Europe Drift EB                           | SixteenPro Drift SE        | 36       | 6             | 0         | 250      | 5        |
| 2010   | MDSZ Drift OB                                     | DriftGarage                | 36       | 5             | 0         | 12       | 24       |
| 2010   | King of Europe Drift EB                           | DriftGarage                | 36       | 2             | 0         | 90       | 40       |
| 2010   | Gymkhana Drift Cup                                | DriftGarage                | 36       | 1             | 0         | 15       | 3        |
| 2011   | Hell Energy Országos Drift Bajnokság Pro Series   | DriftGarage                | 36       | 5             | 1         | 61       | 5        |
| 2011   | Hell Energy Országos Drift Bajnokság Night Series | DriftGarage                | 36       | 3             | 1         | 49       | 3        |
| 2011   | Gymkhana                                          | DriftGarage                | 36       | 3             | 0         | 210      | 3        |
| 2011   | MDSZ Drift Bajnokság                              | DriftGarage                | 36       | 2             | 1         | 27       | 13       |
| 2011   | King of Europe Drift EB                           | DriftGarage                | 36       | 1             | 0         | 40       | 97       |
| 2012   | Hell Energy Országos Drift Bajnokság Pro Series   | DriftGarage                | 5        | 5             | 0         | 82       | 5        |
| 2012   | Hell Energy Országos Drift Bajnokság Night Series | DriftGarage                | 5        | 3             | 0         | 31       | 16       |
| 2012   | Gymkhana                                          | DriftGarage                | 36       | 4             | 0         | 170      | 3        |
| 2013   | Hell Energy Országos Drift Bajnokság Pro Series   | DriftGarage                | 36       | 5             | 2         | -        | 2        |
| 2013   | Drifted.hu Országos Drift Bajnokság               | DriftGarage                | 36       | 4             | 0         |          |          |
| 2013   | King of Europe Drift EB                           | DriftGarage                | 36       | 2             | 0         |          |          |
| 2013   | Gymkhana                                          | DriftGarage                | 36       | 4             | 0         | 366      | 2        |
| 2014   | Drifted.hu Országos Drift Bajnokság               | Nikolett Szántó Drift Team | 36       | 4             | 1         | 345      | 1        |
| 2014   | MNASZ Országos Drift Bajnokság Pro Series         | Nikolett Szántó Drift Team | 36       | 2             | 0         | 52       | 8        |
| 2014   | King of Europe Drift EB                           | Nikolett Szántó Drift Team | 36       | 6             | 0         | 320      | 12       |
| 2014   | Gymkhana                                          | Nikolett Szántó Drift Team | 36       | 1             | 0         |          | '        |
| 2015   | Gymkhana                                          | Nikolett Szántó Drift Team | 36       | 1             | 0         |          | '        |

### MDSZ Drift OB
| Év   | Csapat              | 1        | 2        | 3        | 4          | 5       | Helyezés | Pont |
| ---- | ------------------- | -------- | -------- | -------- | ---------- | ------- | -------- | ---- |
| 2007 | DRSE                | ??? 29   | MPCS 28  | ??? 12   |            |         | 26.      | 1    |
| 2008 | DRSE                | ??? 14   | ??? 14   | ??? 13   | ??? 16     | ??? 19  | 19.      | 4    |
| 2009 | SixteenPro Drift SE | TÖKÖL 18 | MPCS 7   | KAKUCS 9 | MPCS 4     | ??? -   | 9.       | 18   |
| 2010 | DriftGarage         | TÖKÖL 16 | MPCS 7   | KAKUCS 9 | MPCS 4     | ??? -   | 24.      | 12   |
| 2011 | DriftGarage         | KAKUCS - | TASZÁR - | TÖKÖL 15 | MOGYORÓD - | TÖKÖL 1 | 13.      | 27   |

### King of Europe Drift EB
| Év   | Csapat                     | 1       | 2        | 3        | 4       | 5       | 6       | 7     | 8       | 9     | Helyezés | Pont |
| ---- | -------------------------- | ------- | -------- | -------- | ------- | ------- | ------- | ----- | ------- | ----- | -------- | ---- |
| 2008 | DRSE                       | TÖKÖL - | CHA -    | MIR -    | BRU -   | BRU -   | KRA -   | PRA - | MPCS -  | CES - | 10.      | 200  |
| 2009 | DriftGarage                | CRA 5   | KAKUCS 5 | ALC 3    | MPCS 11 | CLUJ 6  | SER 14  |       |         |       | 5.       | 250  |
| 2010 | DriftGarage                | CRA -   | CLUJ -   | ANDORA - | MPCS -  | PRE -   | PAT -   | PRA - | CRETE - |       | 40.      | 90   |
| 2011 | DriftGarage                | CRA -   | SER -    | PRE -    | MPCS 23 | HIS -   | BRA -   | IIK - |         |       | 97.      | 40   |
| 2012 | DriftGarage                |         |          |          |         |         |         |       |         |       |          |      |
| 2013 | Nikolett Szántó Drift Team | GRE -   | -        | LYD -    | -       | BELKO - | TOKOL - | BUD - | SRING 4 |       | .        | '    |
| 2014 | Nikolett Szántó Drift Team | GRE -   | -        | LYD -    | -       | BELKO - | TOKOL - | MAR - | VAL -   |       | 12.      | 320  |

### Hell Energy Drift Bajnokság Pro Series
| Év   | Csapat      | 1        | 2      | 3        | 4       | 5        | Helyezés | Pont |
| ---- | ----------- | -------- | ------ | -------- | ------- | -------- | -------- | ---- |
| 2011 | DriftGarage | TÖKÖL 14 | MPCS 8 | TÖKÖL 12 | MPCS 1  | TÖKÖL 14 | 5.       | 61   |
| 2012 | DriftGarage | TÖKÖL 12 | MPCS 5 | TÖKÖL 16 | MPCS 21 | TÖKÖL 3  | 10.      | 82   |
| 2013 | DriftGarage | KAKUCS 5 | MPCS 1 | MPCS 8   | MPCS 12 | EGER 1   | 2.       | '    |

### Hell Energy Drift Night Series
| Év   | Csapat      | 1        | 2       | 3         | Helyezés | Pont |
| ---- | ----------- | -------- | ------- | --------- | -------- | ---- |
| 2011 | DriftGarage | TÖKÖL 12 | MPCS 1  | KAKUCS 13 | 3.       | 49   |
| 2012 | DriftGarage | TÖKÖL 16 | MPCS 21 | MPCS 8    | 16.      | 31   |

### Gymkhana
| Év   | Csapat                     | 1          | 2           | 3       | 4       | Helyezés | Pont |
| ---- | -------------------------- | ---------- | ----------- | ------- | ------- | -------- | ---- |
| 2011 | DriftGarage                | BUDAPEST 5 | KECSKEMÉT 4 | TÖKÖL 3 |         | 3.       | 210  |
| 2012 | DriftGarage                | BUDAPEST 4 | TASZÁR 2    | TÖKÖL - |         | 3.       | 160  |
| 2013 | Nikolett Szántó Drift Team | BUDAPEST 3 | TASZÁR 2    | TÖKÖL 3 | TÖKÖL 3 | 2.       | 366  |
| 2014 | Nikolett Szántó Drift Team | BUDAPEST 4 | TASZÁR -    | ÉCS -   | TÖKÖL - | '        | '    |
| 2015 | Nikolett Szántó Drift Team | BUDAPEST 2 | TASZÁR -    | TÖKÖL - | TÖKÖL - | '        | '    |

## Egyéb médiaszereplések
A versenyekkel kapcsolatos interjúk mellett Szántó Nikolett feltűnt már több autós műsorban mint tesztpilóta (Viasat 3), rádiós műsorokban (Ezeröcsi) is hallhatták a hangját és civil szakmájának a restaurálásnak köszönhetően művészeti szaklapokban is felbukkant a neve.
Emellett a hazai kereskedelmi csatornák műsoraiban is szerepelt az évek alatt (RTL Klub Fókusz, Híradó, Fem3) volt vendége a Sport Csatorna autós műsorának és számos külföldi lapban jelent meg vele interju. A hazai nyomtatott médiában láthattuk már a Blikk, a Bors hasábjain is.
Versenyeredményei folyamatosan jelennek meg a Motul hivatalos kiadványában mely a világ számos országában elérhető angol nyelven.
Bors Online:  Archiválva 2011. december 24-i dátummal a Wayback Machine-ben, 
RTL Klub: ,  Archiválva 2012. január 1-i dátummal a Wayback Machine-ben